# Maigret e la vecchia pazza
Maigret e la vecchia pazza (titolo originale francese La folle de Maigret, tradotto anche come La pazza di Maigret) è un romanzo di Georges Simenon con protagonista il commissario Maigret.
Il romanzo è stato scritto dal 1º al 7 maggio 1970 a Epalinges in Svizzera e pubblicato per la prima volta il 5 novembre dello stesso anno in Francia presso l'editore Presses de la Cité.
È il settantaduesimo romanzo dedicato al celebre commissario.

## Trama

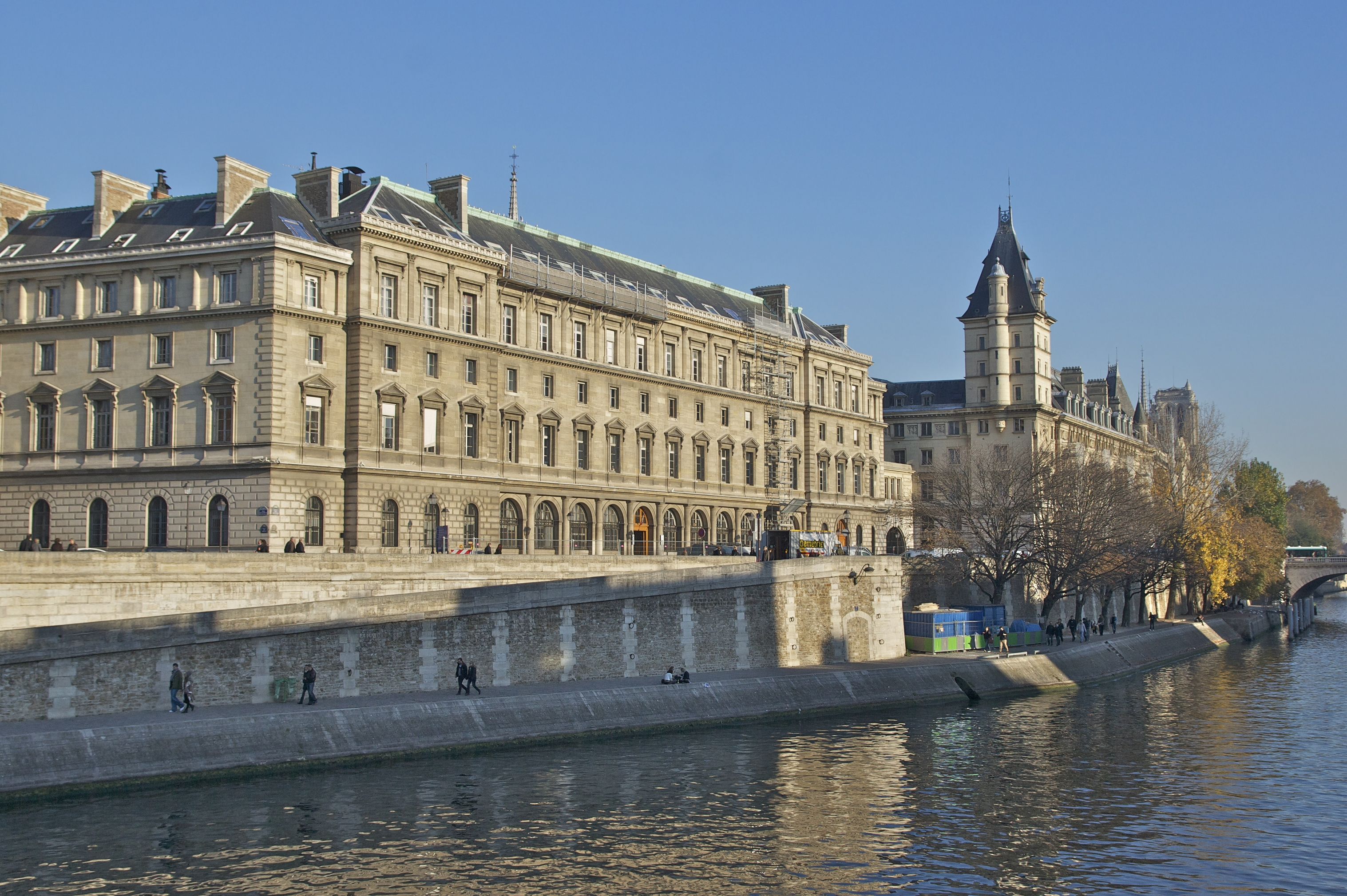
Quai des Orfèvres a Parigi.

Una vecchietta, Léontine Antoine, cerca di vedere Maigret al Quai des Orfèvres. L'ispettore Lapointe la interroga e lei racconta che nel suo appartamento gli oggetti si muovono da soli e la inseguono. Quando riesce a fermare il commissario per strada, lui le promette che andrà a farle visita, ma non ne ha occasione prima che venga ritrovata strangolata, nella sua casa dove abita da oltre quaranta anni. Eppure non era ricca e l'unico oggetto di valore potrebbe essere stata una pistola che lei teneva in un cassetto, come pare dalle tracce d'olio che vi ha lasciato.
Tra i sospettati, la nipote, Angèle Louette, massaggiatrice che non vive lontano, e il suo fidanzato, detto "Le Grand Marcel", un barista che dopo aver incontrato il commissario vede bene di sparire andandosene a Tolone. Maigret riesce a sapere che prima di lasciare Parigi ha litigato con la ragazza; lo fa rintracciare e sorvegliare e intanto indaga sul passato della vecchia, che ha avuto due mariti, uno dei quali ha costruito da sé la pistola scomparsa. Un amico di Maigret, Marella (un vecchio collega che conosceva tutti i delinquenti e le prostitute da Mentone a Marsiglia) lo avverte che Marcel al sud è andato a trovare Giovanni Pepito, anziano criminale ritiratosi da loschi affari, e decide di partire.
A Maigret e Marella però Pepito sfugge, ma riescono a vedere che si libera di un revolver gettandolo nel mare. Il giorno dopo, rientrato a Parigi, Maigret viene a sapere che Marcel è stato trovato morto. A questo punto la sua ragazza confessa che era stato lui a voler prendere quella pistola speciale, capace di sparare in silenzio, e a cercare di venderla, ma era stato sorpreso dalla vecchia. Maigret decide di crederle, e considerata anche la non premeditazione del crimine, la lascia andare.

## Edizioni
Il romanzo è stato pubblicato per la prima volta presso l'editore Presses de la Cité nel 1970.
In Italia è apparso per la prima volta nel 1970, tradotto da Elena Cantini e pubblicato da Mondadori nella collana "Oscar" n° 362. Sempre per lo stesso editore è stato ripubblicato in altre collane o raccolte tra gli anni settanta e novanta. Nel 2011 il romanzo è stato pubblicato presso Adelphi con il titolo La pazza di Maigret, tradotto da Valeria Fucci, nella collana dedicata al commissario (parte de "gli Adelphi", al n° 402).

## Film e televisione
Esistono almeno due adattamenti per la televisione:
- L'episodio dal titolo La folle de Maigret, facente parte della serie televisiva Les enquêtes du commissaire Maigret per la regia di Claude Boissol, trasmesso per la prima volta su Antenne 2 il 17 marzo 1975, con Jean Richard nel ruolo del commissario Maigret.
- L'episodio dal titolo Maigret and the Mad Woman, della serie televisiva britannica Maigret, trasmesso il 2 marzo 1992, per la regia di John Glenister e con Michael Gambon nel ruolo del commissario Maigret.